# Abdallah al-Hubal
Abdallah al-Hubal (* 1955; † 16. August 1998 in Bayt al-Faqīh) war ein jemenitischer Serienmörder.
Nachdem er nach der jemenitischen Wiedervereinigung 1990 sieben Menschen getötet hatte, wurde er in Aden inhaftiert, konnte jedoch nach kurzer Zeit fliehen. Bis Anfang August 1998 war er nicht auffindbar, dann tötete er in Bayt al-Faqīh ein Paar sowie drei weitere Menschen. Bei letzteren handelte es sich nach Auffassung der Polizei um Zeugen der ersten beiden dort begangenen Morde. Am 16. August 1998 kam es zu einem Feuergefecht zwischen al-Hubal und der Polizei, in deren Verlauf er einen Polizisten tötete und zwei weitere verletzte, bevor er selbst erschossen wurde.